# Sebastiaan Wolswinkel
Sebastiaan Wolswinkel (Oosterhout, 19 juli 1994) is een Nederlands politicus die in 2019 partijvoorzitter was van de Partij voor de Dieren. 
Wolswinkel groeide op in Oldeberkoop en doorliep het Christelijk Gymnasium Beyers Naudé en het Bornego College voor hij eerst een jaar wiskunde en sterrenkunde studeerde aan de Universiteit Leiden en vervolgens de lerarenopleiding deed aan de NHL Stenden Hogeschool. Hij werkte van 2015 tot 2018 als docent mathematics en science op de International School Groningen.
Wolswinkel richtte in Noord-Nederland een afdeling op van PINK!, de jongerenorganisatie van de Partij voor de Dieren. In 2016 werd hij landelijk voorzitter van PINK!. Na drie jaar deze functie vervuld te hebben werd hij, ondanks het feit dat het partijbestuur de voorkeur gaf aan een andere kandidaat, door de leden van de partij gekozen tot partijvoorzitter in maart 2019. Op 15 oktober 2019 werd hij ontslagen en geroyeerd als lid van de partij omdat hij stelselmatig bestuursbesluiten naast zich neer zou hebben gelegd.
In september 2020 is Wolswinkel benaderd als lijsttrekker voor De Groenen, maar het is onduidelijk of hij op deze uitnodiging is ingegaan. In 2020 was Wolswinkel kandidaat bij de verkiezing voor 'Minister van de Nieuwe Economie' van MVO Nederland. Hierbij gaf hij aan het huidige vastgeroeste economische systeem te beschouwen als een gevaar voor de nabije toekomst. Sinds november 2021 is Wolswinkel actief voor de Britse organisatie Animal Think Tank, dat campagne voert voor gelijke rechten voor dieren in het Verenigd Koninkrijk.